# Targeta de visita

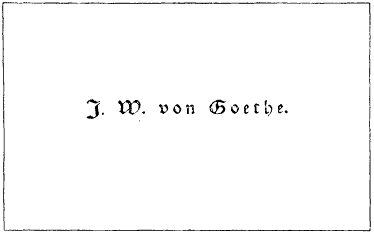
Targeta de visita de Goethe

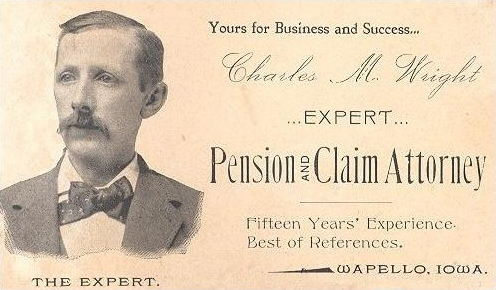
Targeta de visita del 1895

Les targetes o cartes de visita són unes peces de cartolina en les quals es recullen les principals dades d'una persona i que es lliura en la primera entrevista o com a forma d'identificació al costat d'un regal, condol o felicitació. Les informacions més habituals d'una targeta són:
- Nom i cognoms de la persona, al centre.
- El seu càrrec o títol sota l'anterior i en menor format.
- Adreça, telèfon, correu electrònic en la part inferior.
- Logotip i nom de la companyia en la part superior si és una targeta professional.

## Història
Les targetes de visita van aparèixer primer a la Xina en el segle xv, i a Europa en el segle xvii. Els lacais d'aristòcrates i de la reialesa lliuraven aquestes primeres targetes de visita europees als criats dels seus amfitrions anticipant solemnement l'arribada dels seus amos.
Les targetes de visita es van convertir en una eina imprescindible d'etiqueta, amb regles sofisticades governant el seu ús. La convenció essencial era que una persona no esperava veure a una altra persona a la seva pròpia casa (tret que estigués convidat o fos presentat) sense deixar primer la seva targeta de visita en la seva llar. Després de deixar la targeta, no esperaven ser admesos al principi, sinó que pot ser que rebessin una targeta en la seva pròpia llar a manera de resposta. Això serviria com a senyal que una visita i una reunió personals al país no serien incòmodes. D'altra banda, si no es rebia targeta de tornada en breu termini o si es rebia una targeta en un sobre significava que una visita personal era descoratjada. Com a adopció de l'etiqueta francesa i anglesa, les targetes que visitaven van arribar a ser comunes entre l'aristocràcia d'Amèrica i d'Europa. El procediment sencer depenia de l'existència de criats per obrir la porta i rebre les targetes, per la qual cosa va ser confinada a les classes socials altes que empraven criats.
Alguns refinats ornaments gravats s'incloïen en les targetes de visita així com fantàstics escuts. No obstant això, la targeta de visita de format estàndard en el segle xix en el Regne Unit era una targeta plana sense res més que el nom del portador en ella. El nom d'un club de cavallers podia agregar-se de vegades, però no s'incloïa l'adreça.
Amb la invenció de la fotografia i el seu perfeccionament tècnic es produí el gran salt en la reproducció i la difusió de la imatge dels personatges de referència, que fins aleshores eren exclusius del dibuix, la pintura, el gravat i l'escultura. La possibilitat d'obtenir un negatiu per fer-ne nombroses còpies esdevingué una veritable revolució en el món de la imatge, amb el valor afegit respecte als processos anteriors que, per primera vegada, es disposava d'una imatge real, fidel a la realitat, i que alhora era un sistema ràpid i el seu cost no era elevat. Les facilitats tècniques i la millora notable dels mitjans de transport oferien unes potencialitats que els professionals de la fotografia saberen aprofitar.
En aquest sentit cal destacar el paper que jugà el fotògraf francès André-Adolphe-Eugène Disdéri (París, 1819 – Niça, 1889), el qual, a partir del sistema d'obtenció de diversos negatius amb una mateixa placa, patentà el 1854 el format denominat
carte de visite, de 9 x 5,5 cm. L'èxit del producte fou evident, sobretot al llarg de la dècada del 1860. El taller de Disdéri, amb vuitanta empleats, esdevingué un dels més prestigiosos del món i realitzà més de 51.000 retrats entre el 1857 i el 1865.
Pel seu estudi del Boulevard des Italiens de París passaren reis, polítics, escriptors, artistes i qualsevol que volgués ser algú a l'Europa del moment, i obrí sucursals a Madrid, Londres i Tolosa de Llenguadoc, essent nomenat fotògraf oficial de les cases reials de França, Anglaterra, Rússia i Espanya.
Sens dubte la carte de visite –o targeta de visita– triomfà com a format corrent per al retrat de la societat del moment, va ser el format que adoptaren la major part dels fotògrafs contemporanis, com ho demostra el fet que és, amb diferència, del que més exemplars s'han conservat. La majoria d'àlbums familiars vuitcentistes són plens de targetes de visita, atès que en fer-se’n diverses còpies permetia que es repartissin entre familiars i amics. La carte de visite també excel·lí com el format
emprat en el retrat oficial i, sens dubte, afavorí el col·leccionisme d'imatges de personatges il·lustres. Sorgí un veritable comerç de rostres de reis, prínceps, ministres, diplomàtics, militars, religiosos, artistes, etc., del propi país, de països
veïns o de contrades llunyanes i exòtiques, que podien adquirir-se a qualsevol ciutat europea. La demanda era tan gran que sovint algunes fotografies eren piratejades i venudes sense indicar-ne l'estudi que les realitzava. Entre els retrats comercialitzats pels fotògrafs escampats per la geografia espanyola destaquen, a banda dels monarques Isabel II, Amadeu de Savoia i Alfons XII, regents, membres de la família reial, personatges militars i polítics d'opcions ben oposades com els generals Prim, Espartero i O’Donnell o els carlins Cabrera i Savalls.
Frederic Marès fou un precursor en la conservació i la divulgació del món de la imatge en obrir al públic una Sala de la Fotografia al seu museu el 1955. Conscient de l'interès que despertaren aquestes imatges al segle xix, aplegà entre la notable col·lecció de cartes de visite, una important i variada selecció d'aquest col·leccionisme
de retrats.
La targeta de visita ja no és la característica universal de la classe mitjana superior i de la vida de la classe alta que va ser una vegada a Europa i Amèrica del Nord. Ara, és molt més comú entre totes les capes socials, en la qual els detalls del contacte, incloent l'adreça i el número de telèfon, són essencials. Això ha conduït a la inclusió de tals detalls fins i tot en les targetes de visita domèstiques, una pràctica recollida pels llibres moderns de l'etiqueta.

## Materials
Tradicionalment, les targetes s'imprimien en cartolina. Al segle XXI s'han afegit nous materials, com el PVC.